# 明宇底獅子嘉殿
明宇底 獅子嘉殿（みうすく ししかどん）は、15世紀末の波照間島の豪族。父は明宇底於戸、母は也那志。名は獅子嘉で「殿」は称号である。
1500年のオヤケアカハチの乱では、オヤケアカハチから加勢を求められたが断った。そこでアカハチは配下の嵩茶（たけちゃ）を遣わす。アカハチ勢が島にちょうど着いたところに獅子嘉は海岸で釣りをしており、すぐさま捕らえられた。船内で説得されるもあくまで拒否し、刺殺され海中に投げ入れられた。遺体は後に小浜島の海岸で発見される。
首里王府はその忠節を賞賛し、獅子嘉の子女を首里に招いて取り立てた。